# 伦茨堡-埃肯弗德县
伦茨堡-埃肯弗德县（Kreis Rendsburg-Eckernförde）是德国石勒苏益格-荷尔斯泰因州面积最大的一个县，首府伦茨堡。